# Beltraniella clavatophora
Beltraniella clavatophora är en svampart som beskrevs av R.F. Castañeda, Cano & Guarro 1996. Beltraniella clavatophora ingår i släktet Beltraniella och familjen Hyponectriaceae.   Inga underarter finns listade i Catalogue of Life.